# Pallacanestro Olimpia Milano 1952-1953
Questa voce raccoglie le informazioni riguardanti la Pallacanestro Olimpia Milano , sponsorizzata Borletti nelle competizioni ufficiali della stagione 1952-1953.

## Verdetti stagionali
- Serie A: 1ª classificata su 12 squadre (19 partite vinte e una pari su 22)[1] Vincitrice scudetto  (8º titolo)

## Roster
- Romeo Romanutti
- Giovanni Miliani
- Cesare Rubini [2]
- Enrico Pagani
- Sergio Stefanini
- Sandro Gamba
- Giuseppe Sforza
- Renato Padovan
- Alberto Reina
- Valsecchi

Allenatore: Cesare Rubini